# Simbiosi
La simbiosi (dal greco συμβίωσις "vivere insieme", da σύν "insieme" e βίωσις "vivere") è qualsiasi tipo di interazione biologica stretta e a lungo termine tra due diversi organismi biologici, sia essa mutualistica, commensalistica o parassitaria. 
Gli organismi, ciascuno definito simbionte, possono essere della stessa specie o di specie diverse. Nel 1879, Heinrich Anton de Bary lo definì come "la convivenza di organismi diversi". Il termine è stato oggetto di un dibattito secolare sull'opportunità di denotare specificamente il mutualismo, come nel caso dei lichene; i biologi hanno ormai abbandonato questa restrizione. La simbiosi può essere obbligatoria, il che significa che uno o entrambi i simbiotici dipendono interamente l'uno dall'altro per la sopravvivenza, o facoltativa (opzionale) quando possono generalmente vivere in modo indipendente. 

La simbiosi è classificata anche per attaccamento fisico; la simbiosi in cui gli organismi hanno unione corporea si chiama simbiosi congiuntiva, e la simbiosi in cui non sono in unione si chiama simbiosi disgiuntiva. Quando un organismo vive sulla superficie di un altro organismo, come i pidocchi sui soggetti umani, si chiama ectosimbiosi; quando un partner vive nei tessuti di un altro, come il Symbiodinium nel corallo, si chiama endosimbiosi.

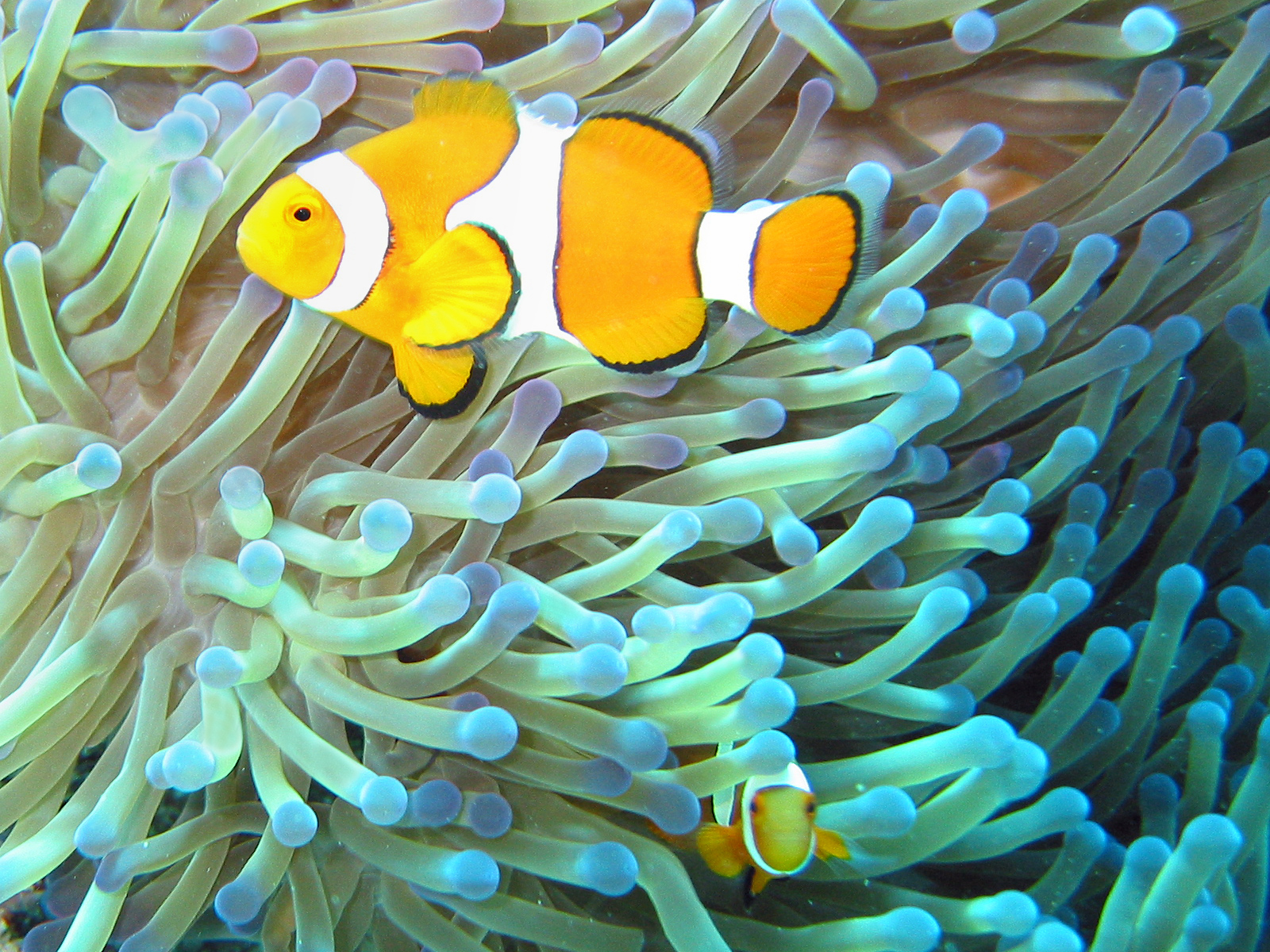
Pesce pagliaccio che trova rifugio in un anemone di mare (Heteractis magnifica).

## Definizione
La definizione di simbiosi fu oggetto di dibattito per 130 anni. Nel 1877 Albert Bernhard Frank usò il termine simbiosi per descrivere il rapporto mutualistico dei licheni. Nel 1879 il micologo tedesco Heinrich Anton de Bary lo definì "la convivenza di organismi diversi". La definizione è varia tra gli scienziati, alcuni sostengono che dovrebbe riferirsi solo ai mutualismi persistenti, mentre altri pensano che dovrebbe applicarsi a tutte le interazioni biologiche persistenti, in altre parole mutualismi, commensalismo, o parassitismo, ma escludendo brevi interazioni come la predazione. 
Gli attuali testi di biologia ed ecologia usano quest'ultima definizione "de Bary", o ancora più ampia, dove simbiosi significa tutte le interazioni interspecifiche; la definizione restrittiva, dove simbiosi significa solo mutualismo, non viene più usata.
Nel 1949, Edward Haskell propose un approccio integrativo, proponendo una classificazione delle "coazioni", successivamente adottata dai biologi come "interazioni". Le interazioni biologiche possono coinvolgere individui della stessa specie (interazioni intraspecifiche) o individui di specie diverse (interazioni interspecifiche). Queste possono essere ulteriormente classificate in base al meccanismo dell'interazione o alla forza, alla durata e alla direzione dei loro effetti. 

### Mutualismo, parassitismo e commensalismo
| Valore | Simbiosi                                             |
| ------ | ---------------------------------------------------- |
| (0/+)  | Commensalismo (di cui fa parte anche l'Inquilinismo) |
| (-/+)  | Parassitismo, Parassitoidismo                        |
| (+/+)  | Mutualismo                                           |

Le interazioni tra organismi vengono distinte in tre categorie, mutualismo, parassitismo e commensalismo, che non presentano caratteristiche ben distinte ma piuttosto dovrebbero essere percepite come un continuo di interazioni che variano dal mutualismo al parassitismo. L'orientamento di una interazione simbiotica può cambiare durante il corso della vita dei simbionti a causa di variazioni nello sviluppo o anche per cambiamenti dell'ambiente nel quale l'interazione avviene. Le interazioni influiscono sulla densità delle popolazioni, e quindi possono essere positive (+) se l'aumentano, negative (-) se la diminuiscono e neutrali (0) se non l'aumentano né la diminuiscono.

### Simbiosi ciclica o permanente
Si parla di simbiosi ciclica quando i due partner devono attivare l'associazione ad ogni ricambio generazionale. In questo caso avremo uno scambio di segnali chimici per il riconoscimento (o per ingannare l'ospite, in caso di una parassitosi), poi vari tipi di controllo genomico e metabolico che permettono di attivare le funzioni della simbiosi. Le piante e i funghi instaurano questo tipo di simbiosi.
Si parla invece di simbiosi permanente quando il simbionte vive esclusivamente in associazione con l'ospite. In questo caso il simbionte viene trasmesso verticalmente, cioè di generazione in generazione, spesso per via "materna", cioè nella cellula uovo. In questo caso le modificazioni genomiche e funzionali sia dell'endosimbionte che dell'ospite sono talmente elevate che essi non possono più vivere al di fuori della simbiosi. L'evoluzione da un organismo che presenta una simbiosi permanente, può portare al facile riconoscimento di gruppi monofiletici (che hanno un'unica origine evolutiva), i quali presentano tutti o quasi tutti associazioni simbiotiche obbligate. Spesso si può anche notare una stretta coevoluzione tra i discendenti dei due partner. Molti animali hanno questo tipo di simbiosi soprattutto con funghi e batteri.

### Simbiosi nell'uomo
L'uomo è un organismo simbiotico. Nell'organismo si trovano tra 500 e 1000 circa specie di microorganismi in simbiosi con l'uomo, alcuni dei quali in rapporto mutualistico sono essenziali per alcune funzioni, tipicamente quelle digestive.

## Disbiosi
Con disbiosi si intende quello stato disfunzionale nel quale l'equilibrio simbiotico viene alterato, in cui i due organismi non comunicano più.